# Aquilegia aragonensis
Aquilegia aragonensis är en ranunkelväxtart som beskrevs av Heinrich Moritz Willkomm. Aquilegia aragonensis ingår i släktet aklejor, och familjen ranunkelväxter. Inga underarter finns listade i Catalogue of Life.